# Середньочеський кубок з футболу 1928
Середньочеський кубок 1928 (чеськ. Stredoceský Pohár 1928) — одинадцятий розіграш футбольного кубку Середньої Чехії. Переможцем змагань втретє поспіль став клуб «Славія» (Прага). Через те, що фінальний матч між «Славією» і «Спартою» довелося двічі перегравати, завершення змагань затягнулось до листопада наступного 1929 року. Виникла ситуація, при якій «Славія» і «Спарта» встигли зіграти чвертьфінальний матч нового розіграшу 1929 року, після чого догравали фінал попереднього.

## Результати матчів
1/2 фіналу
- «Славія» (Прага) — «Кладно» — 3:2 (Юнек-2, Йоска — ?)
- «Спарта» (Прага) — «Вікторія» (Жижков) — 3:1[1].

## Фінал
| 2 грудня 1928 |

| «Спарта» (Прага) | 1 — 1 | «Славія» (Прага) |
| ---------------- | ----- | ---------------- |
| Сильний          | звіт  | Свобода          |

| Прага Глядачів: 14 000 Арбітр: Дубень |

«Славія»: Йозеф Слоуп — Ян Рейнхардт, Франтішек Черницький — Ладислав Шубрт, Йозеф Плетиха, Карел Чипера — Франтішек Юнек, Їндржих Шолтис, Франтішек Свобода, Антонін Пуч, Йозеф Кратохвіл. Тренер: Джон Мадден
«Спарта»: Франтішек Гохманн — Ярослав Бургр, Антонін Пернер — Франтішек Плодр, Антонін Царван, Фердининд Гайний — Адольф Патек, Вацлав Брабець-Барон Йозеф Мицлік, Йозеф Сильний, Ярослав Червений

## Перегравання фіналу
| 9 травня 1929 |

| «Славія» (Прага) | 1 — 1 | «Спарта» (Прага) |
| ---------------- | ----- | ---------------- |
| Юнек             | звіт  | Патек            |

| Прага Глядачів: 15 000 Арбітр: Чрдле |

«Славія»: Франтішек Планічка — Ян Фіала, Франтішек Черницький — Антонін Водічка, Йозеф Плетиха, Карел Чипера — Франтішек Юнек, Богумил Йоска, Франтішек Свобода, Антонін Пуч, Йозеф Кратохвіл. Тренер: Джон Мадден
«Спарта»: Франтішек Гохманн — Ярослав Бургр, Антонін Пернер — Фердининд Гайний, Карел Пешек, Антонін Царван — Антонін Їран, Адольф Патек, Йозеф Мицлік, Йозеф Сильний, Месарош

## Друге перегравання фіналу
| 6 листопада 1929 |

| «Спарта» (Прага) | 2 — 3 | «Славія» (Прага)    |
| ---------------- | ----- | ------------------- |
| Мудрий Сильний   | звіт  | Водічка Свобода Пуч |

| Прага Глядачів: 14 000 Арбітр: Фроунд |

«Славія»: Йозеф Слоуп — Йозеф Сухий, Антонін Новак — Вілем Кьоніг, Антонін Водічка, Адольф Шимперський — Франтішек Юнек, Їндржих Шолтис, Франтішек Свобода, Антонін Пуч, Богумил Йоска. Тренер: Джон Мадден
«Спарта»: Франтішек Гохманн — Ярослав Бургр, Антонін Пернер — Ян Кноблох, Карел Пешек, Фердининд Гайний — Вацлав Брабець-Барон, Йозеф Коштялек, Йозеф Сильний, Антонін Мудрий, Карел Гейма